# Рамос Дос Сантос, Леонардо
Леона́рдо Ра́мос До́с Са́нтос (порт. Leonardo Ramos dos Santos; 9 июня 1992, Ориньюс, Сан-Паулу) — бразильский футболист, нападающий.

## Карьера
Заниматься футболом начал с семи лет. Играл за молодёжную команду клуба «Марилия», которая выступала в высшей лиге чемпионата штата. Начал свою карьеру в бразильском «Атлетико Ориньенсе». В 2010 году футболист был замечен тренерским штабом минского «Динамо». Леонардо пригласили на просмотр, после которого был заключён контракт.
В 2012 году на правах свободного агента перешёл в «Дилу». С 2013 по 2014 выступал за «СКА-Энергию». В 2014 возвращается в Грузию, став игроком «Самтредии». В 2015 заключил контракт с израильским «Хапоэлем» (Бней-Лод).